# Olle Nygren
För motocrossföraren med samma namn se Varg-Olle Nygren
Tage Olof (Olle) Nygren, född 12 februari 1906 i Växjö, Kronobergs län, död 7 oktober 1990 i Uddevalla, Göteborgs och Bohus län, var en svensk vissångare och lutspelare.
Han började sin sångutbildning vid farbrodern Karl Nygrens röstskola Kloster utanför Alvesta och medverkade senare under tiden 1942 till 1952 till driften av denna. Sångtekniken finslipades i Italien 1927–1928. 
Nygren debuterade som sångare i radio som tjugoettåring, men som lutsångare först i mitten av 1930-talet. Han var en synnerligen välsedd artist med bred repertoar och därtill mycket flitig då han kunde avverka uppemot 400 platser under ett års turnerande. God röstbehandling och ett följsamt lutspel var hans kännetecken. På skiva förekommer han endast med sång till orkester.
Han var gift 1931–1951 med Svea Dagmar, född 1902 i Röra på Orust, paret hade tre döttrar tillsammans och var bosatta i Stockholms stad. Gift 1951–1973 med Karin Cecilia, född 1920 i Göteborg, paret hade en son tillsammans och var bosatta i Uddevalla. Svensk folkbokföring/Arkiv Digital 1902–2020.
Olle Nygren är gravsatt i minneslunden på Sigelhults kyrkogård i Uddevalla.